# Ford Galaxy
Ford Galaxy – samochód osobowy typu minivan klasy średniej produkowany pod amerykańską marką Ford w latach 1995–2023.

## Pierwsza generacja

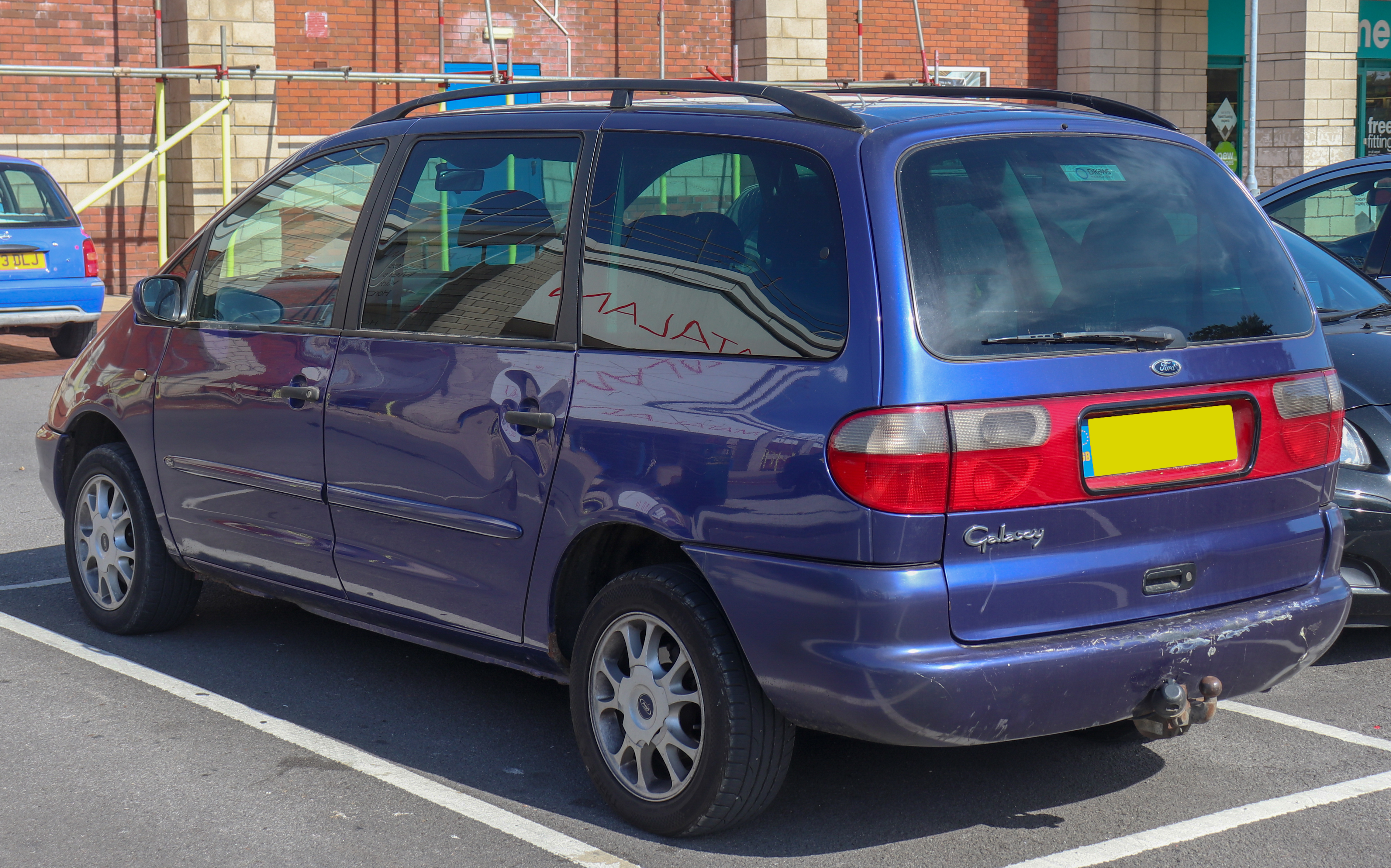
Ford Galaxy I – tył

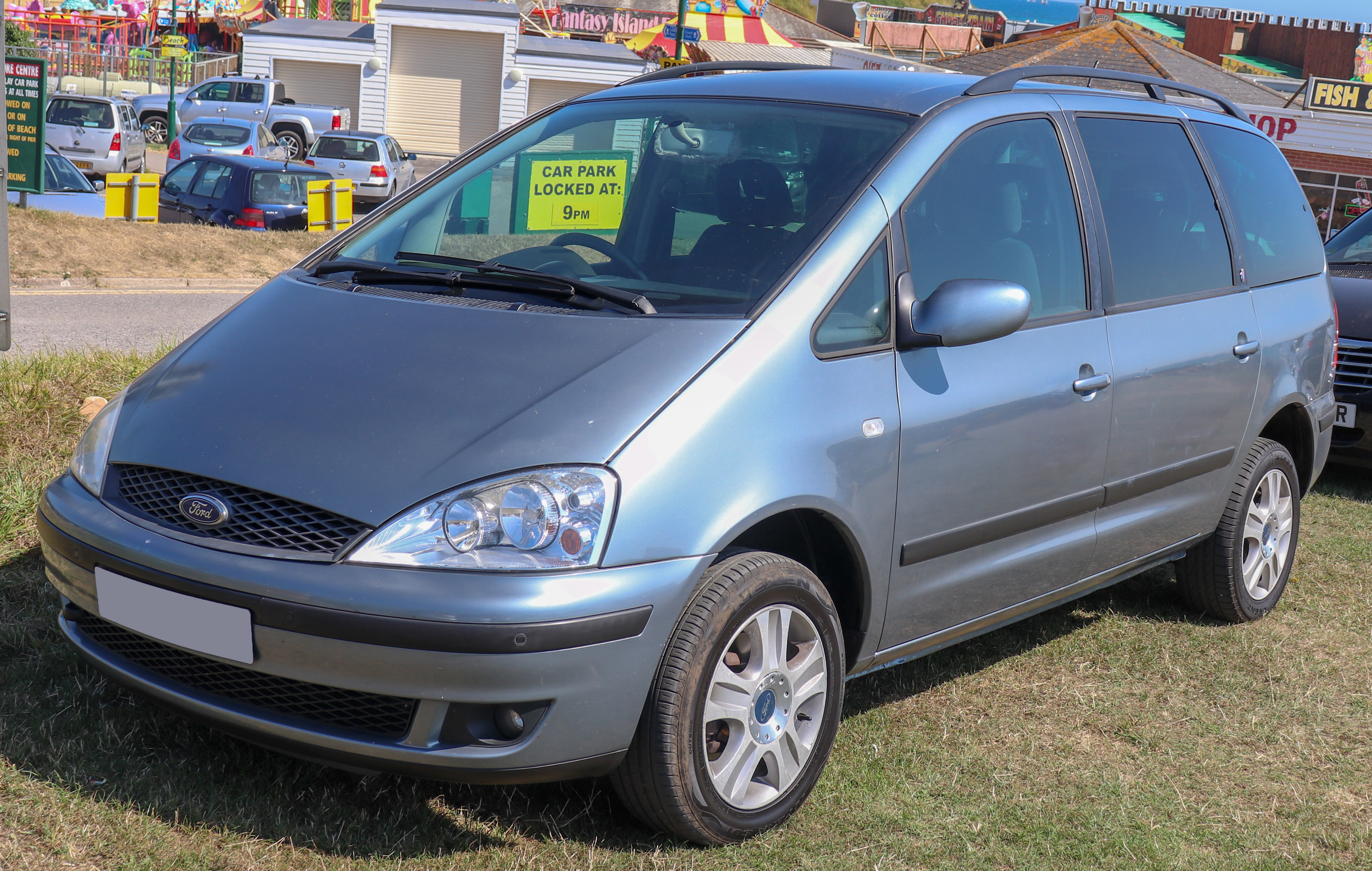
Ford Galaxy I po liftingu

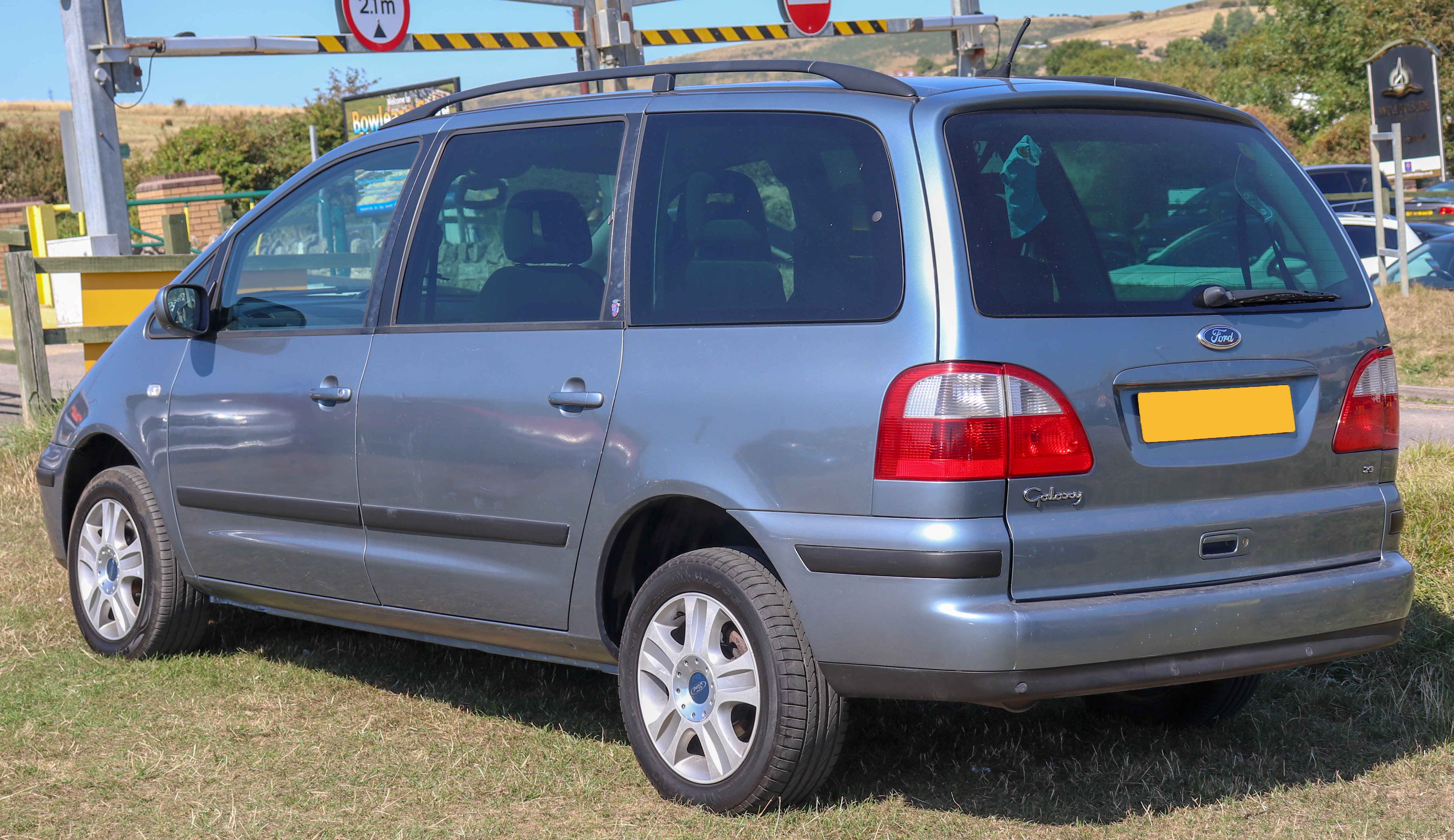
Ford Galaxy I – tył po liftingu

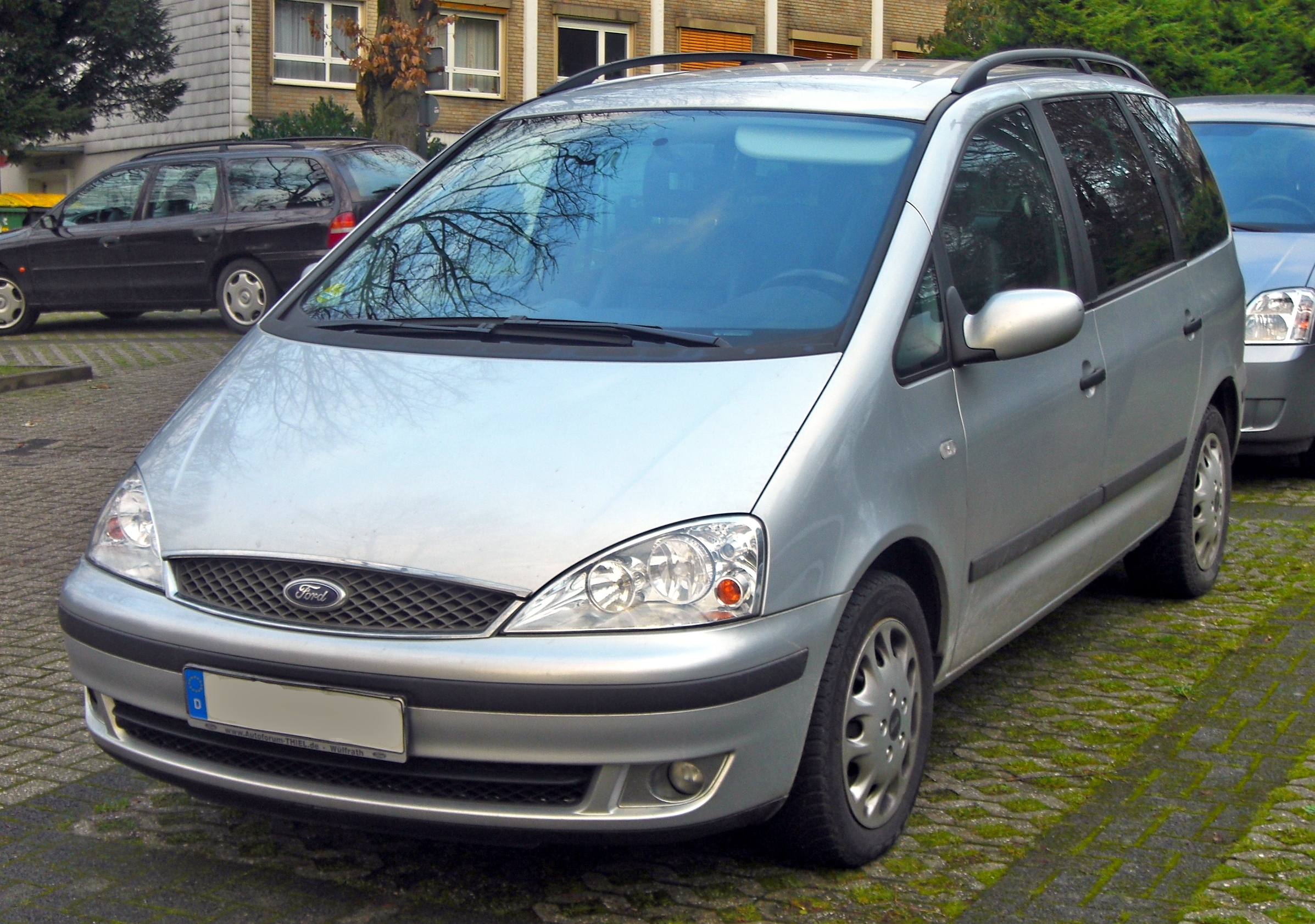
Ford Galaxy I po drugim liftingu

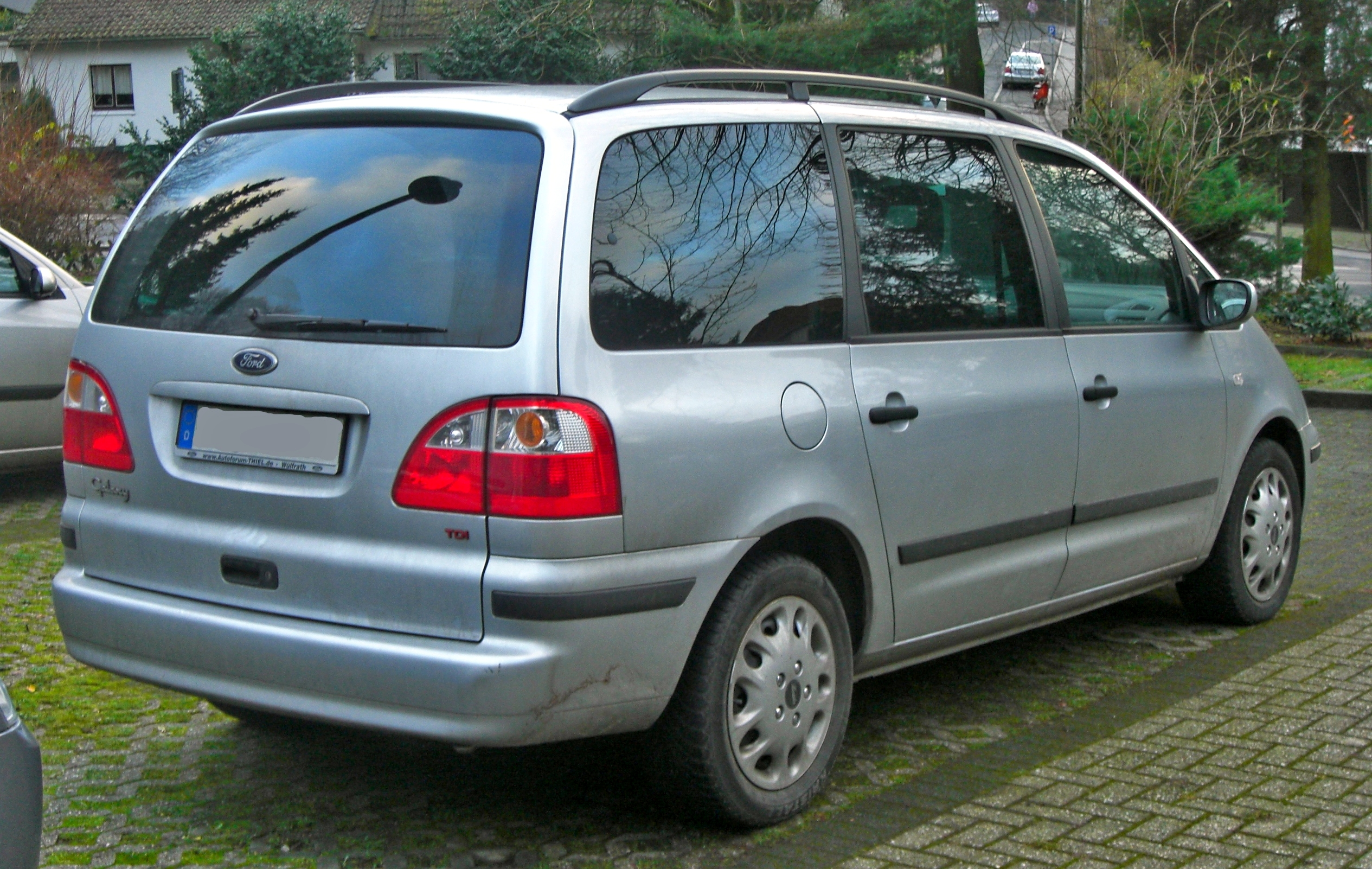
Ford Galaxy I – tył po drugim liftingu

Ford Galaxy I został zaprezentowany po raz pierwszy w 1995 roku.
W połowie lat 90. XX wieku Ford, po wieloletniej kooperacji z niemieckim Volkswagenem w Ameryce Południowej, zdecydował się skorzystać z partnerstwa także na potrzeby rynku europejskiego. W ten sposób, powstał duży van Galaxy będący bliźniaczą konstrukcją wobec modeli Volkswagen Sharan i SEAT Alhambra. Pod kątem wizualnym, model Forda wyróżniał się inną atrapą chłodnicy oraz zmodyfikowanym układem tylnych lamp, wraz z oznaczeniami producenta.
Pierwsza generacja samochodu wyróżniała się dużym, jednobryłowym nadwoziem z przednią szybą ściętą pod dużym kątem w tej samej linii, co maska. Ford Galaxy I był opcjonalnie samochodem siedmioosobowym z siedmioma niezależnymi fotelami. Były one wysoko osadzone, z dużymi schowkami umieszczonymi w podłodze. Producent oferował trzy sposoby organizacji przestrzeni transportowej: z trzema, dwoma oraz jednym rzędem siedzeń, pozostawiając płaską podłogę.

### Restylizacje
W 2000 roku, w tym samym czasie co bliźniacze modele Volkswagena i Seata, Ford Galaxy pierwszej generacji przeszedł rozległą restylizację. W jej ramach zmienił się wygląd pasa przedniego, jak i tylnej części nadwozia. Reflektory stały się większe, upodabniając kształtem do modelu Mondeo, podobnie jak łukowata atrapa chłodnicy. Zmienił się też kształt tylnych lamp, które zyskały czerwono-białą kolorystykę w wielokształtnym formacie.
W kabinie pasażerskiej pojawił się zupełnie nowy projekt kokpitu. Deska rozdzielcza zachowała bardziej kanciaste kształty, a konsolę centralną zdobiły potrójne, kwadratowe nawiewy. Koło kierownicy i zegary zapożyczono z modelu Mondeo. W przeciwieństwie do modelu sprzed modernizacji, Galaxy I po liftingu zyskał dużo indywidualnych cech względem modeli Volkswagen Sharan i SEAT Alhambra.
W 2004 roku, w ostatniej fazie produkcji Forda Galaxy I, producent zdecydował się przeprowadzić kolejną, tym razie znacznie bardziej kosmetyczną restylizację nadwozia. Przyniosła ona przemodelowane wkłady reflektorów i lamp tylnych, większe lampy przeciwmgielne w przednim zderzaku, a także inny układ kratek na osłonie atrapy chłodnicy.

### Silniki
Benzynowe:
- R4 2.0l DOHC 116KM  (1995-2006)
- R4 2.3l DOHC 140 KM  (2001-2006)
- R4 2.3l DOHC 146 KM (1997-2006)
- VR6 2.8l DOHC 174 KM (1995-2000)
- VR6 2.8l DOHC 204 KM (2000-2006)

Wysokoprężne:
- R4 1.9l TDI 90 KM (1995-2006)
- R4 1.9l TDI 110 KM (1997-2000)
- R4 1.9l TDI 115 KM (2000-2006)
- R4 1.9l TDI 130 KM (2003-2006)
- R4 1.9l TDI 150 KM (2005-2006)

## Druga generacja

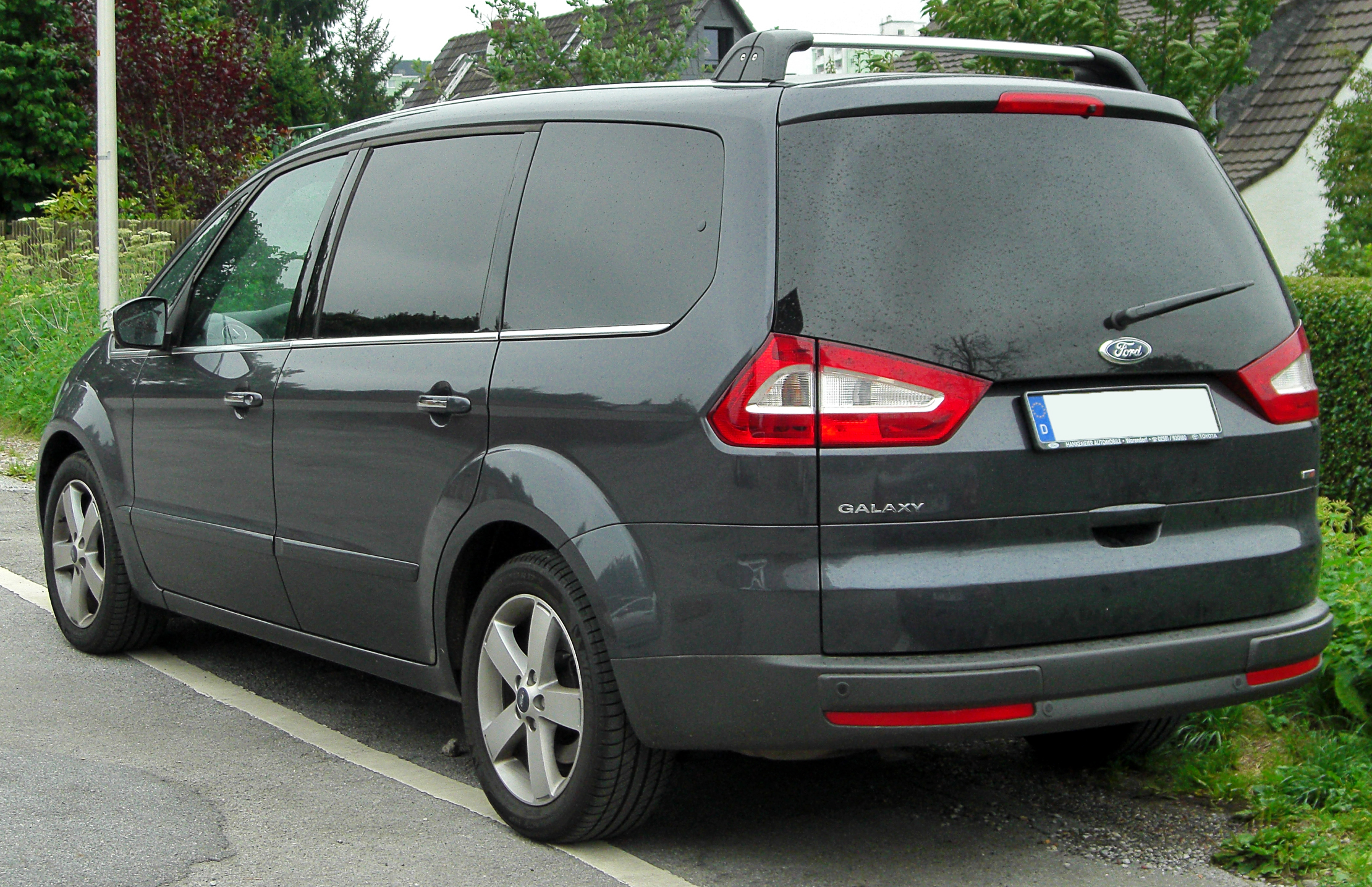
Ford Galaxy II – tył

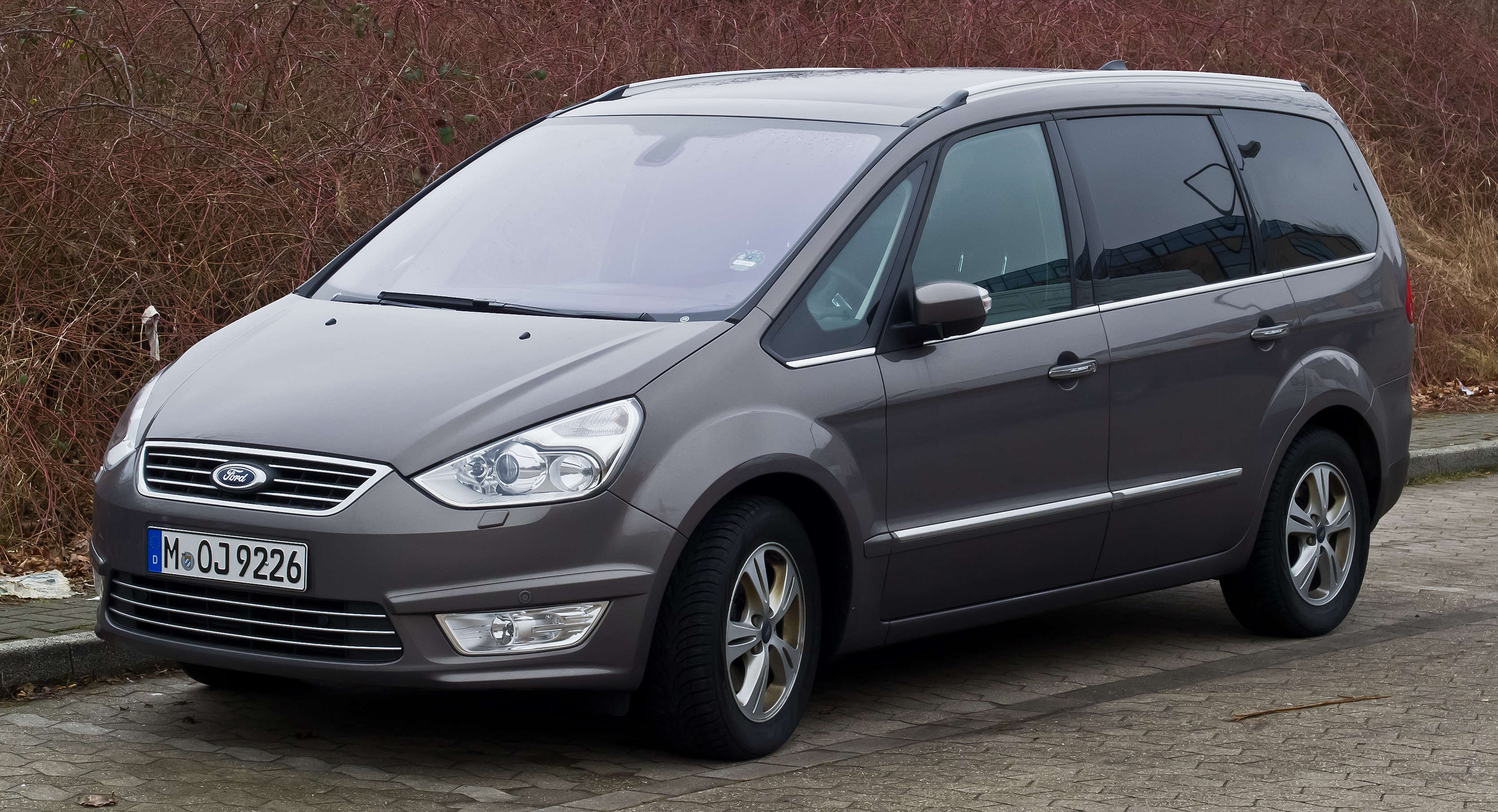
Ford Galaxy II po liftingu

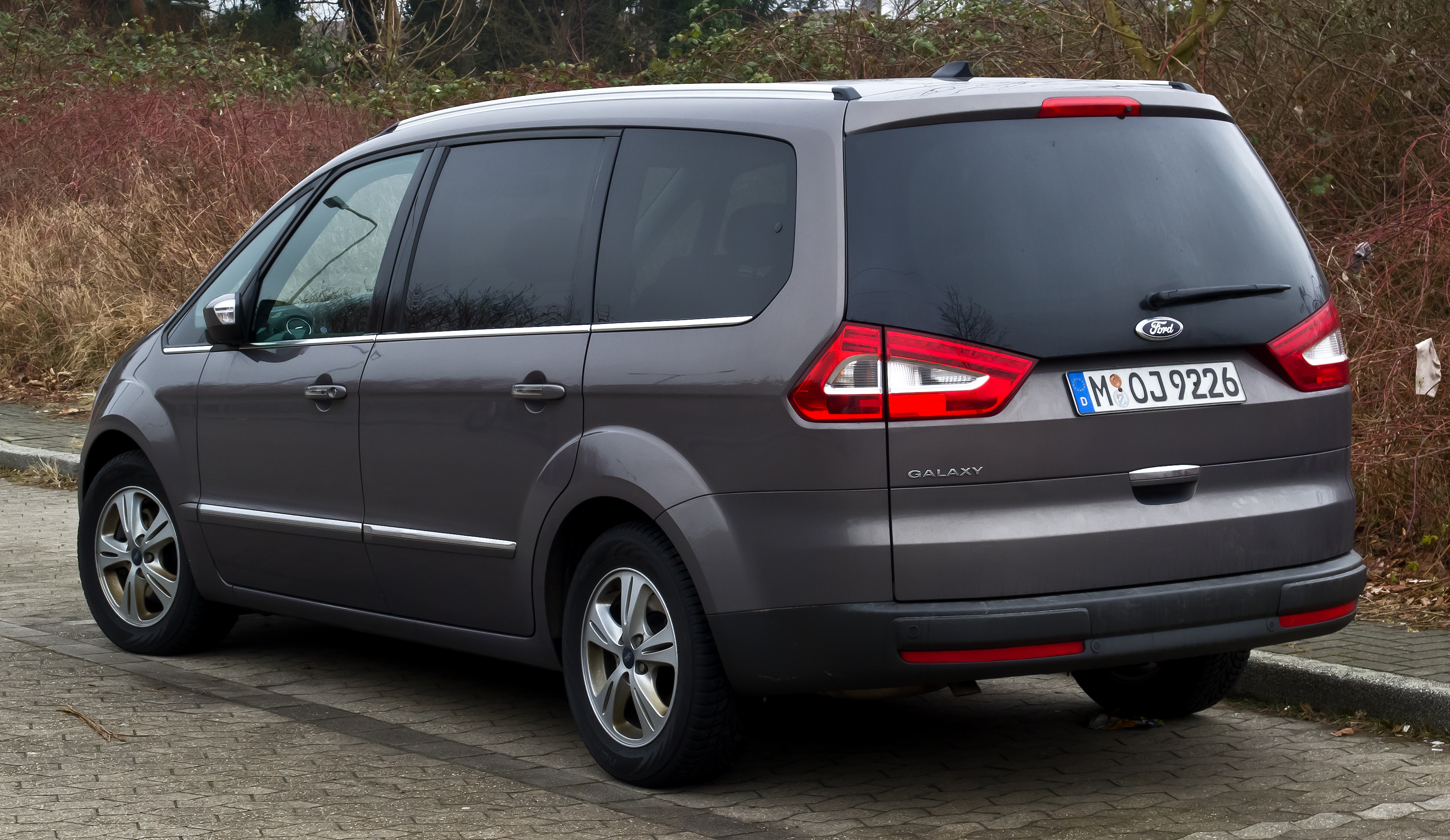
Ford Galaxy II - tył po liftingu

Ford Galaxy II został zaprezentowany po raz pierwszy w 2006 roku.
Opracowując drugą generację Forda Galaxy, producent zdecydował się zakończyć partnerstwo z koncernem Volkswagen Group, rezygnując z produkcji w jego zakładach w Portugalii na rzecz własnej, wówczas działającej fabryki w Belgii. Tym razem była to samodzielna konstrukcja, opracowana w nurcie stylistycznym Kinetic Design jako element gruntownej modernizacji średniej wielkości modeli w europejskiej ofercie Forda wraz z podobnych wymiarów S-Maksem i Mondeo.
Nadwozie Forda Galaxy II zachowało jednobryłową, kanciastą sylwetkę, z dużą tylną szybą i agresywnie stylizowanymi reflektorami. W stylistyce wykorzystano też motyw trapezu, a karoseria została wykonana z bardziej dopracowanych materiałów. Charakterystycznym elementem stała się duża tylna szyba dominująca masywną, sięgającą zderzaka klapę bagażnika.
Przy zachowaniu możliwości obszernej aranżacji kabiny pasażerskiej z maksymalnie 3 rzędami siedzeń mogącymi pomieścić do 7 pasażerów, w zupełnie nowej estetyce zachowano m.in. deskę rozdzielczą. Stała się ona masywniejsza, wyróżniając się potrójnymi nawiewami i licznymi wstawkami imitującymi aluminium.

### Lifting
W grudniu 2009 roku zaprezentowano wersję po niedużym faceliftingu. W jego ramach samochód przeszedł kosmetyczne zmiany wizualne, zyskując większą atrapę chłodnicy z innymi, chromowanymi poprzeczkami, a także przestylizowane zderzaki oraz oświetlenie tylne częściowo wykonane w technologii LED. Znacznie bogatsze stało się wyposażenie opcjonalne oraz standardowe, z kolei gama jednostek zyskała zmiany zarówno wśród silników wysokoprężnych, jak i benzynowych. Wprowadzono większy wybór silników, z topowymi odmianami przekraczającymi po raz pierwszy pułap 200 KM. 

### Wersje wyposażenia
- Trend
- Ghia
- Titanium

### Silniki
Benzynowe:
- R4 2.0 Duratec 145 KM
- R4 2.3 Duratec 161 KM

Diesle:
- R4 1.8 TDCi 125 KM
- R4 2.0 TDCi 115 KM
- R4 2.0 TDCi 130 KM
- R4 2.0 TDCi 140 KM
- R4 2.2 TDCi 175 KM

### Silniki (FL)
Benzynowe
- R4 1.6 EcoBoost SCTi 160 KM
- R4 2.0 Duratec 145 KM
- R4 2.0 EcoBoost SCTi 203 KM

Diesle
- R4 1.6 TDCi 115 KM
- R4 2.0 TDCi 140 KM
- R4 2.0 TDCi 163 KM
- R4 2.2 TDCi 175 KM
- R4 2.2 TDCi 200 KM

## Trzecia generacja

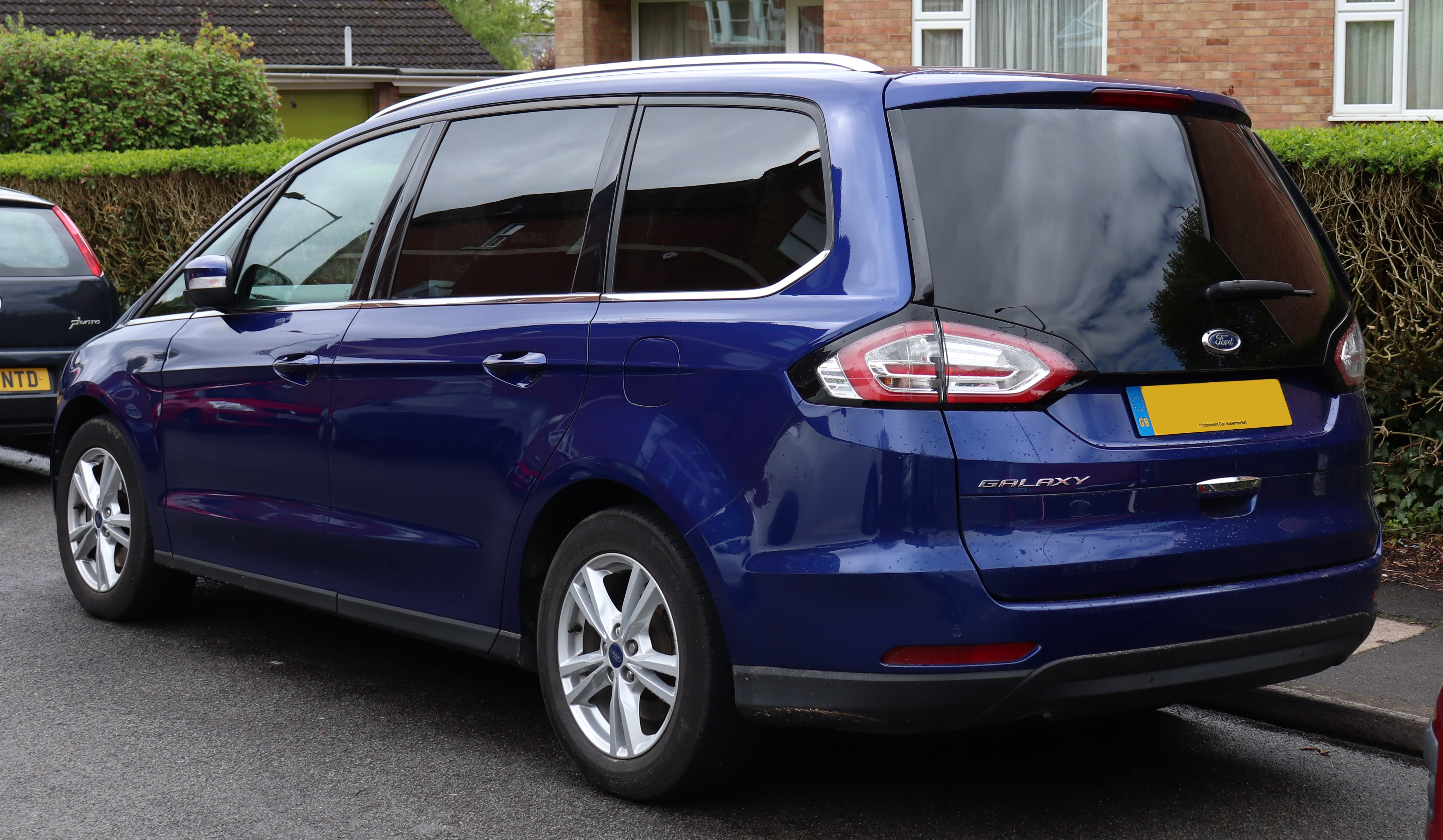
Ford Galaxy III – tył

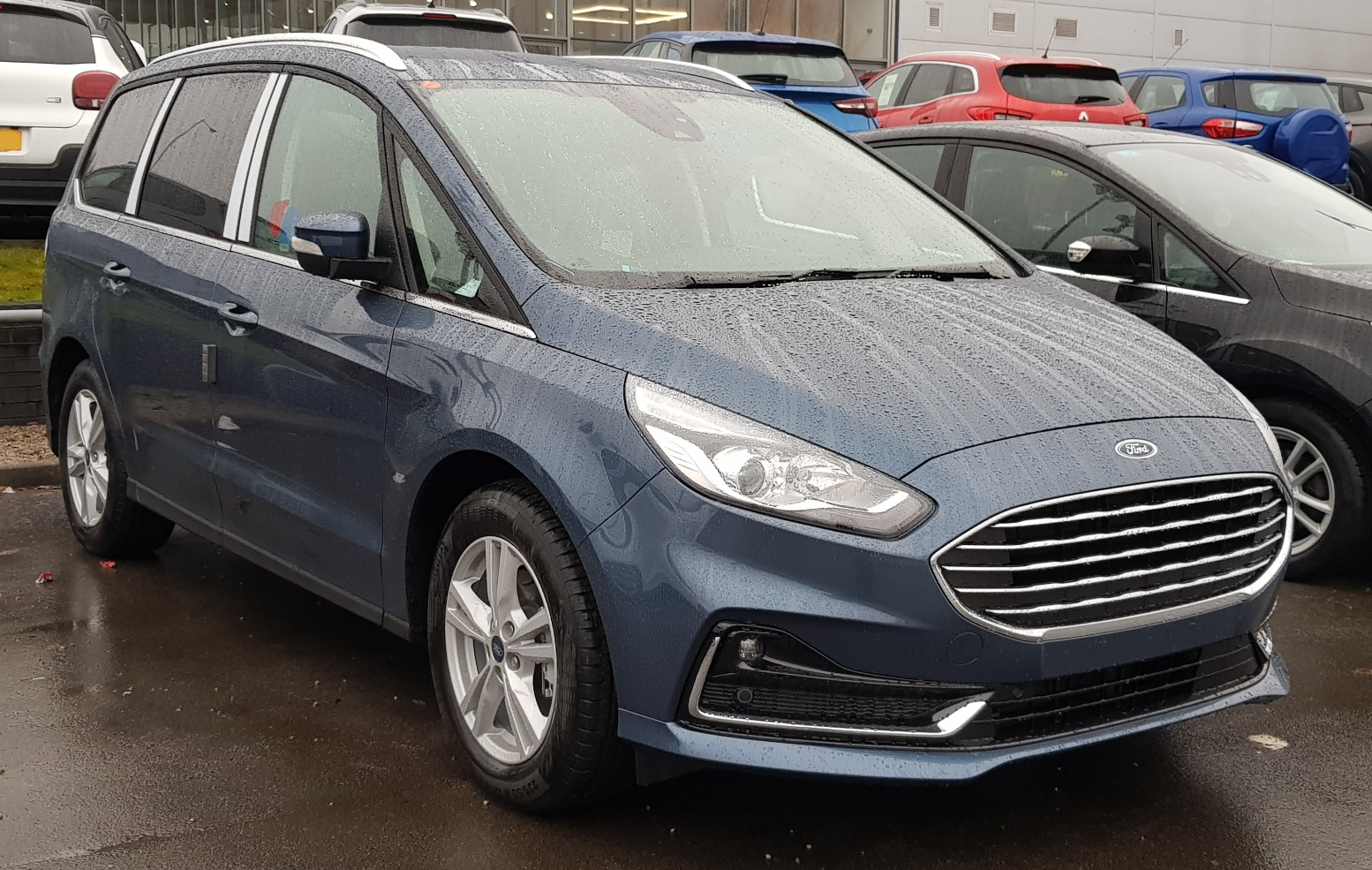
Ford Galaxy III po liftingu

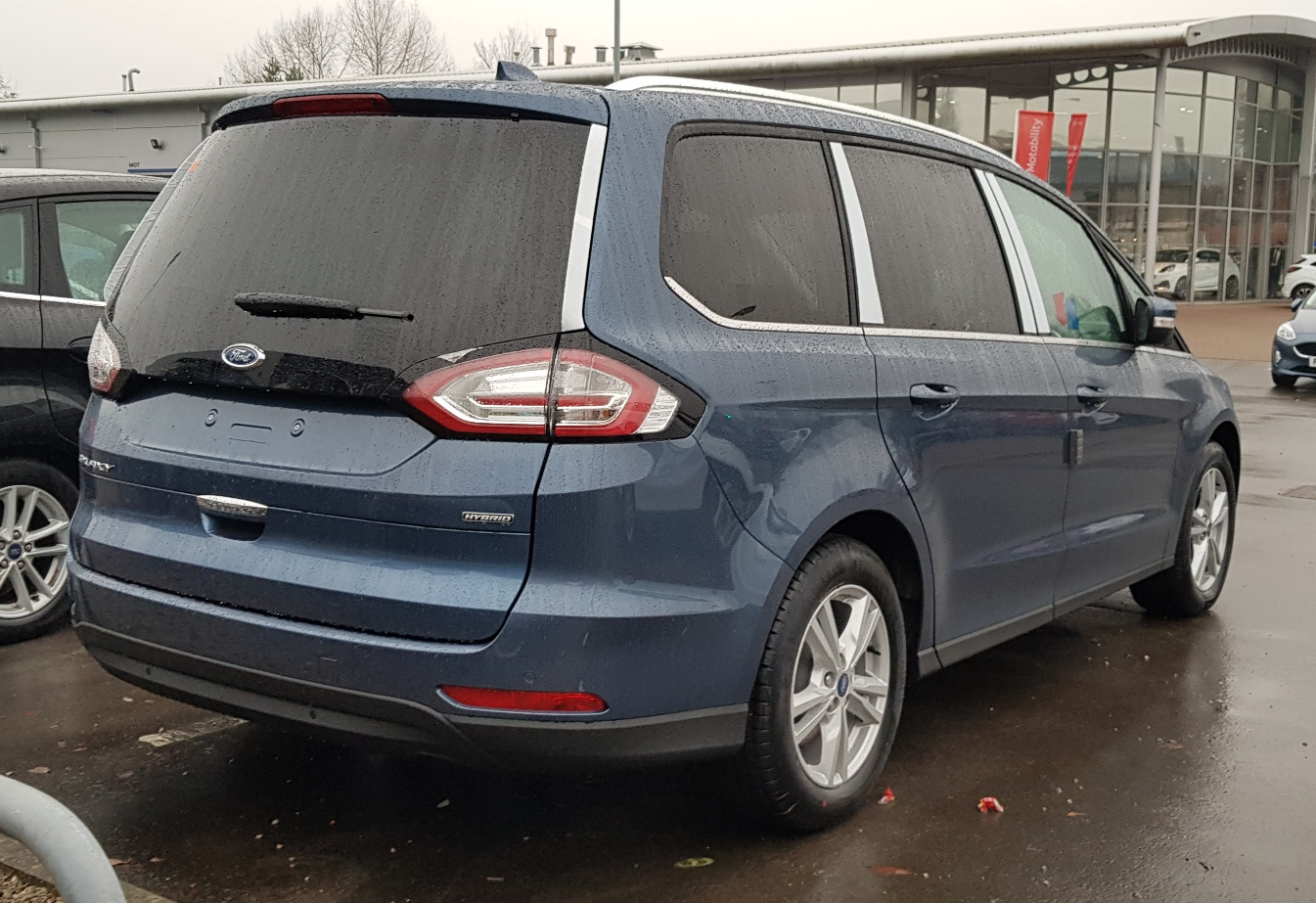
Ford Galaxy III – tył po liftingu

Ford Galaxy III został zaprezentowany po raz pierwszy w 2015 roku.
Trzecia generacja w stosunku do poprzednika przeszła ewolucyjny zakres zmian, uwzględniający nowy nurt stylistyczny wówczas obowiązujący wśród konstrukcji Forda. Pas przedni zdominował tym razem duży, trapezoidalny wlot powietrza, a tylne lampy zyskały zaokrąglony kształt przy zachowaniu charakterystycznej, dużej szyby tylnej. Ponadto, znacznie wzbogacono poziom wyposażenia, zarówno pod kątem nowego systemu multimedialnego, jak i układów poprawiających bezpieczeństwo jazdy.
Płyta podłogowa i stylizacja bocznej części auta (w tym linia okien) w największym stopniu upodobniły Galaxy III do poprzednika. Dużych zmian nie wprowadzono także początkowo w zakresie jednostek napędowych – ograniczono się do modernizacji pod kątem np. dostosowania do norm emisji spalin czy zużycia paliwa.
Bez zmian pozostała także aranżacja kabiny pasażerskiej - niezmiennie umożliwiała ona przewiezienie do 7 pasażerów w 3 rzędach siedzeń, zyskując jednakże nowy projekt deski rozdzielczej tożsamy z pokrewnym S-Maksem, jak i SUV-em Edge.

### Galaxy Hybrid
W lutym 2021 roku zadebiutowała spalinowo-elektryczna, pierwsza w historii tej linii modelowej hybrydowa odmiana Forda Galaxy. Wyposażona ona została w silnik o benzynowy o pojemności 2,5 litra wspomagany jednostką elektryczną, osiągając moc sumaryczną układu napędowego równą 190 KM. Pojazd wyposażono w bezstopniową przekładnię e-CVT, identyczną z tą stosowaną w innych hybrydowych modelach Forda.

### Lifting
W październiku 2019 roku Ford Galaxy trzeciej generacji razem z pokrewnym modelem S-Max przeszedł obszerną modernizację wyglądu. Z przodu pojawił się nowy zderzak, z wyraźnie większym, bardziej zaokrąglonym wlotem powietrza o nowej strukturze poprzeczek wzbogaconych większą ilością chromu. Ponadto, dokonano zmian w wyposażeniu standardowym, wdrażając przy tym zmiany w jednostkach napędowych.
Pod tą postacią samochód pozostał w produkcji przez kolejne 4 lata. W październiku 2022 roku Ford oficjalnie poinformował o zakończeniu produkcji Galaxy po 28 latach rynkowej obecności bez planów przedstawienia następcy. Proces wygaszania poprzedzony został realizacją pozyskanych już zamówień na samochód, po czym hiszpańskie zakłady po zaprzestaniu wytwarzania jeszcze innego dużego modelu Mondeo w marcu 2022 roku koncentrują się na wytwarzaniu popularnego SUV-a Kuga.

### Wersje wyposażenia
- Zetec
- Titanium
- Titanium X

### Silniki
- R4 1.5 EcoBoost 160 KM
- R4 2.0 EcoBoost 240 KM
- R4 2.0 TDCi 120 KM
- R4 2.0 TDCi 150 KM
- R4 2.0 TDCi 180 KM
- R4 2.0 TDCi 210 KM

### Silniki (FL)
- R4 1.5 EcoBoost 165 KM
- R4 2.0 EcoBlue 120 KM
- R4 2.0 EcoBlue 150 KM
- R4 2.0 EcoBlue 190 KM
- R4 2.0 EcoBlue 240 KM